# 贝恩德·赫尔岑拜因
贝恩德·赫尔岑拜因（德語：Bernd Hölzenbein，1946年3月9日—2024年4月15日），前德国足球运动员，司职翼锋。其职业生涯的最大成就是在1974年世界杯决赛中制造了扳平比分的点球，并帮助西德队最终以2比1战胜荷兰而夺冠。

## 俱乐部生涯
在完成高中学业后，赫尔岑拜因本已开始接受从商的职业培训，但他最终却走上职业球员的道路。1967年，他首次代表法兰克福足球俱乐部在德甲联赛中上阵，并为该队效力直至1981年。期间他共在德甲出场420次，随法兰克福赢得了1974年、1975年和1981年的德国杯冠军以及1980年的欧洲联盟杯冠军。他的160个联赛入球成就至今仍是该队的最高纪录。1981年，赫尔岑拜因因不愿接受降薪而离开球队，但在此后他还是被评为法兰克福的名誉队长。
在1981年5月2日的德国杯决赛后，赫尔岑拜因选择远赴美国，先后效力于劳德代尔堡前锋和孟菲斯美洲人（Memphis Americans），并在1985年转投美国室内足球队巴尔的摩爆炸（Baltimore Blast）。在职业生涯结束后，他又于1986年返回德国，从同年1月至6月代表萨尔姆洛尔（FSV Salmrohr）参加业余性质的德国西南部高级联赛，并在这里帮助球队成功晋级德国足球乙级联赛。

## 国家队生涯
赫尔岑拜因从1973年至1978年间共代表西德国家足球队出场40次，并射入5球。1974年，他随国家队在慕尼黑夺得世界杯足球赛冠军。其中在决赛中他于禁区内被荷兰队后卫维姆·延森绊倒而获当值主裁判、英格兰人杰克·泰勒判罚点球，并由保罗·主罚命中将比分扳为1比1平。事后的慢镜头重放也研究了这个判罚的权威性。但《图片报》却宣称赫尔岑拜因在决赛完结的数星期后曾亲自承认当时他是自行摔倒，但这一论断在出版校正后被最终撤掉。赫尔岑拜因也对此说法予以坚决否认。他还指出，新技术（DVD）的应用可以使得任何人都能看见犯规，从而了解点球判罚的权威性。尽管如此，荷兰人依旧用“假摔”这一术语来形容此次事件。
赫尔岑拜因也是德国青少年足球基金会（Stiftung Jugendfußball）的管委会成员，这一基金会由在2000年创立，并连同其他一些成功的国家队球员和教师提供专业讲座。

## 官员生涯
赫尔岑拜因在退役后曾短暂出任阿沙芬堡维多利亚的助理教练，并从1988年11月至1994年11月担当法兰克福足球俱乐部的副主席一职。他视为法兰克福在1990年代晋身为德甲顶级俱乐部的幕后推手，这主要是因为他将乌韦·本恩、安德烈亚斯·穆勒等球星引入阵中。此三人连同清道夫曼弗雷德·宾茨和守门员乌尔里希·施泰因共同构成了1991-92赛季德甲联赛冠军的有力争夺者。然而他们却在最后一轮比赛的糟糕表现而与冠军失之交臂，这一结果成为赫尔岑拜因在法兰克福官员生涯的转折点，并在接下来的几年无力阻挡球队的日渐衰落。从1994年12月1日起，他改为任职法兰克福的经理。当球队在1996年不幸跌入德乙后，赫尔岑拜因最终在1996年11月4日引咎辞职。此后他成为施普伦德林根一家网球和壁球运动中心的雇主。
自2004年以来，赫尔岑拜因开始担任法兰克福的体育顾问和首席球探。他也是国际足联委任的世界杯大使以及世界杯研究项目“STOCCER”的赞助人。

## 逝世
贝恩德·赫尔岑拜因于2024年4月15日因失智症并发症去世，享年78岁。